# Kanton Chef-Boutonne
Kanton Chef-Boutonne is een voormalig kanton van het Franse departement Deux-Sèvres. Kanton Chef-Boutonne maakte deel uit van het arrondissement Niort, tot het op 22 maart 2015 werd opgeheven en de gemeenten werden opgenomen in het kanton Melle, en telde 5896 inwoners (1999).

## Gemeenten
Het kanton Chef-Boutonne omvatte de volgende gemeenten:
- Ardilleux
- Aubigné
- Bouin
- Chef-Boutonne (hoofdplaats)
- Couture-d'Argenson
- Crézières
- Fontenille-Saint-Martin-d'Entraigues
- Gournay-Loizé
- Hanc
- La Bataille
- Loubigné
- Loubillé
- Pioussay
- Tillou
- Villemain